# Zealaranea trinotata
Zealaranea trinotata är en spindelart som först beskrevs av Arthur Urquhart 1890.  Zealaranea trinotata ingår i släktet Zealaranea och familjen hjulspindlar. Inga underarter finns listade i Catalogue of Life.